# Procter & Gamble

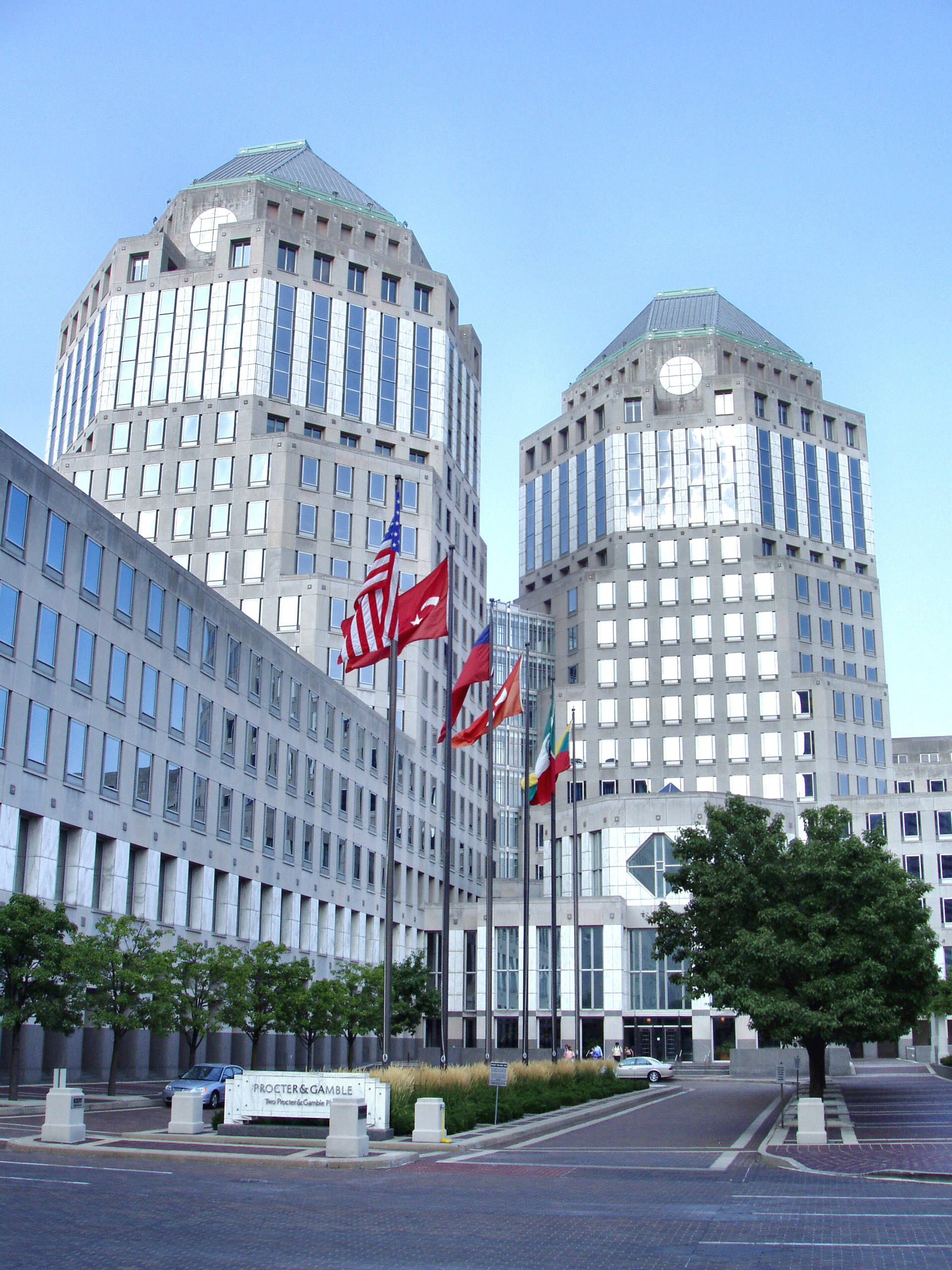
Procter-&-Gamble-Verwaltungsgebäude in Cincinnati, Ohio (2005)

The Procter & Gamble Company [NYSE: PG] ist ein US-amerikanischer, in 70 Staaten vertretener Konsumgüter-Konzern mit Hauptsitz in Cincinnati im US-Bundesstaat Ohio.
Mit einem Umsatz von 84 Milliarden US-Dollar, bei einem Gewinn von 14,9 Mrd. US-Dollar, steht das Unternehmen laut Forbes Global 2000 auf Platz 59 der weltgrößten Unternehmen (Stand: 2024). Das Unternehmen kam Anfang 2025 auf eine Marktkapitalisierung von 374 Mrd. US-Dollar.

## Geschichte
Das Unternehmen wurde 1837 von zwei Auswanderern, dem britischen Kerzenzieher William Procter (1801–1884) und seinem Schwager, dem irischen Seifensieder James Gamble (1803–1891), in Cincinnati gegründet.
Das Unternehmen hat sich seit seiner Gründung unter anderem durch Entwicklungen im Konsumgütermarkt einen Namen gemacht und immer wieder neue Wege des Marketings beschritten. Besonderes Kennzeichen ist das ausschließlich an den einzelnen Marken orientierte Marketing, während der Name des Konzerns meist im Hintergrund blieb. Procter & Gamble gilt daher auch als Pionier des Markenmanagements. Die konsequente Nutzung der Fernsehwerbung und besonders in der ersten Hälfte des 20. Jahrhunderts der Radiowerbung geht ebenfalls auf P&G zurück. Unter anderem basiert auch der Begriff Seifenoper auf der Kommunikationsstrategie von P&G, ab den 1930er-Jahren Radioshows zu sponsern bzw. selbst zu produzieren. Mit über 15.000 Folgen war die von 1937 bis 2009 laufende Springfield Story die längstlaufende P&G-Produktion. Im November 2011 wurde die Gründung des Joint Ventures PGT Healthcare mit dem Pharmaunternehmen Teva Pharmaceutical Industries verkündet.
Das Unternehmen erwirtschaftete mit etwa 110.000 Mitarbeitern im Geschäftsjahr 2014/2015 einen Nettogewinn von 7,0 Milliarden US-Dollar bei einem Umsatz von 76,3 Milliarden US-Dollar, die Umsatzrendite betrug 11,7 %.
Liste der Vorsitzenden
Gemeinschaftliche Führung (1837–1890)
- William Procter & James Gamble
- Harley Procter (Sohn) & James Norris Gamble (Sohn)
- William Cooper Procter (Enkel) & William Alexander Procter (Enkel)

Umwandlung in eine Kapitalgesellschaft
1. 1890–1907: William Alexander Procter (Präsident/Chairman und CEO)
2. 1907–1930: William Cooper Procter (Urenkel und letzter Vorsitzender der Gründerfamilien)
3. 1930–1948: Richard R. Deupree
4. 1948–1957: Neil H. McElroy
5. 1957–1974: Howard J. Morgens
6. 1974–1981: Ed Harness
7. 1981–1990: John G. Smale
8. 1990–1995: Edwin L. Artzt
9. 1995–1999: John E. Pepper
10. 1999–2000: Durk I. Jager
11. 2000–2009: Alan G. Lafley
12. 2009–2013: Robert A. McDonald
13. 2013–2015: erneut Alan G. Lafley
14. 2015–2021: David S. Taylor
15. seit 2021: Jon R. Moeller

## Geschäftszahlen
| Jahr | Umsatz in Mrd. US-$ | Bilanzgewinn in Mrd. US-$ | Angestellte |
| ---- | ------------------- | ------------------------- | ----------- |
| 2006 | 68,222              | 8,684                     |             |
| 2007 | 74,832              | 10,340                    |             |
| 2008 | 79,257              | 12,075                    |             |
| 2009 | 76,694              | 13,436                    |             |
| 2010 | 77,567              | 12,517                    |             |
| 2011 | 81,104              | 11,564                    |             |
| 2012 | 82,006              | 10,500                    |             |
| 2013 | 80,116              | 11,068                    | 121.000     |
| 2014 | 74,401              | 11,390                    | 118.000     |
| 2015 | 70,749              | 6,777                     | 110.000     |
| 2016 | 65,299              | 10,508                    | 105.000     |
| 2017 | 65,058              | 15,326                    | 95.000      |
| 2018 | 66,832              | 9,750                     | 92.000      |
| 2019 | 67,684              | 3,897                     | 97.000      |
| 2020 | 70,950              | 12,764                    | 99.000      |
| 2021 | 76,118              | 14,035                    | 101.000     |

## Aktivitäten im deutschsprachigen Raum

### Verwaltung
Die erste Procter-&-Gamble-Niederlassung im deutschsprachigen Raum wurde 1953 im schweizerischen Luzern gegründet, der Vertrieb erfolgte jedoch vorerst weiterhin durch einen Großhändler. 1956 entstand in Genf die Zentrale für die Regionen Afrika sowie Naher und Ferner Osten, sie wurde 1974 zur Schweizer Firmenzentrale und ist seit der Reorganisation 1999 auch dessen Europazentrale.
1960 wurde in Frankfurt am Main eine erste deutsche Niederlassung eröffnet. Die schnell wachsende deutsche Hauptverwaltung wurde 1970 nach Schwalbach am Taunus verlegt, sie war unter ihrem Geschäftsführer Helmut G. Fischer von 1985 bis zur Reorganisation 1999 europaweit für die Bereiche Papierhygieneprodukte und Fruchtsaftgetränke zuständig.
Seit 1967 befindet sich in Wien die österreichische Zentrale.

### Forschung und Entwicklung
Neben der Vertriebszentrale für den Raum Deutschland, Österreich und Schweiz ist in Schwalbach am Taunus die Forschung und Entwicklung für alle Papierhygieneprodukte angesiedelt. Durch die Akquisitionen von Wella (in Darmstadt) und Gillette – zu der auch Braun mit Sitz in Kronberg im Taunus gehört – kamen weitere Entwicklungszentren im Frankfurter-Raum hinzu.

### Produktion
Die erste Produktionsstätte in Deutschland wurde 1963 in Worms eröffnet, produziert wurden Waschmittel und Weichspüler für den deutschen Markt und den Export. Nach der Markteinführung von Pampers entstand 1976 in Euskirchen das erste Werk für Papierwindeln. In der Folgezeit entstanden zahlreiche weitere Produktionsstätten in Deutschland.
Heute produziert und vertreibt Procter & Gamble in den Werken Berlin, Crailsheim, Euskirchen, Groß-Gerau, Worms, Marktheidenfeld, Kronberg im Taunus, Altfeld und Walldürn. In Deutschland arbeiteten 2018 mehr als 10.000 Mitarbeiter für Procter & Gamble. Es werden 40 Marken vertrieben.

## Unternehmensübernahmen
Rei und Sanso
1965 erwirbt P&G die Markenrechte an den Waschmitteln Rei und Sanso, die bis dato von den Koblenzer Rei-Werken hergestellt wurden.
Richardson-Vicks
1985 erweitert P&G seinen Gesundheits- und Körperpflegebereich mit dem Erwerb von Richardson-Vicks um die Marken Vicks (bzw. Wick, Erkältungsmittel), (Oil of) Olay (bzw. Oil of Olaz, Gesichtscreme) und Pantene (Haarshampoo).
Blendax
1987 erwarb P&G das Mainzer Unternehmen Blendax GmbH und erweiterte mit dessen Marken wie „Blend-a-Med“ seine Produktpalette im Bereich Zahn- und Körperpflege.
Noxell
Mit dem Erwerb der Firma Noxell 1989 stieg P&G in die Kosmetik- und Parfumbranche – mit Marken wie CoverGirl, Noxzema oder Clarion – ein.
Old Spice

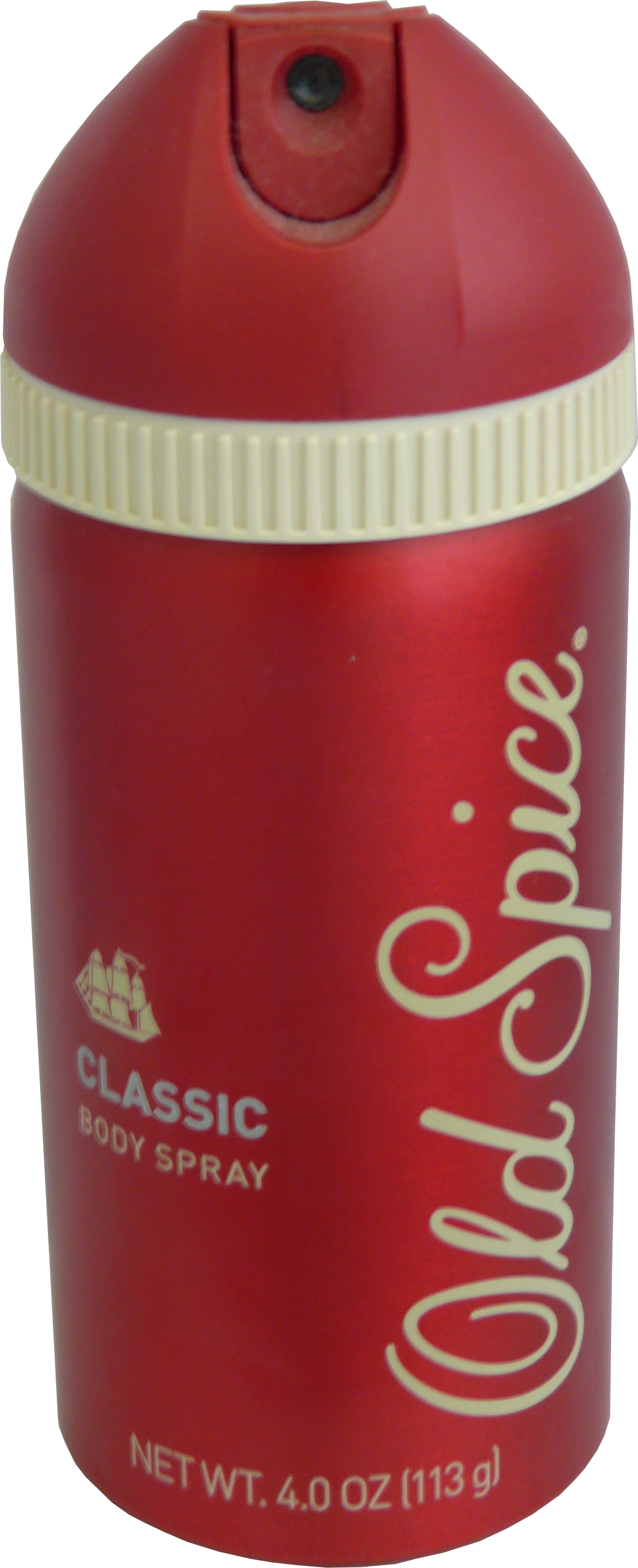
Old-Spice-Deodorant

Im Juni 1990 erwarb P&G die Markenrechte für die Körperpflege-Linie Old Spice der Shulton Company. Die Marke existiert seit 1938 auf dem US-Markt und ist eine der traditionsreichsten Herrenpflegeserien.
Ellen Betrix, Eurocos & Max Factor
1991 erwarb P&G die Kosmetik- und Parfumhersteller Ellen Betrix, Eurocos und Max Factor und somit weitere Markenrechte (beispielsweise Hugo Boss oder Laura Biagiotti).
VP Schickedanz
1994 kaufte P&G das deutsche Unternehmen VP Schickedanz mitsamt der bekannten Marke Tempo, die 2007 an das schwedische Unternehmen SCA veräußert wurde. Die ebenfalls zu VP Schickedanz gehörende Marke Camelia durfte aus kartellrechtlichen Gründen nicht übernommen werden. Sie ging daher an das Unternehmen Kimberly-Clark, das in Deutschland als Hakle-Kimberly firmiert.
Tambrands
1997 übernahm P&G Tambrands, einen weltweit führenden Tampon-Hersteller.
Iams
1999 erwarb P&G für 2,05 Mrd. US-Dollar das Unternehmen Iams. Mit der bis dahin größten Akquisition erweiterte P&G seine Produktpalette um den Bereich Tiernahrung. Das Unternehmen ist auf überwiegend im Fachhandel vertriebenes Hunde- und Katzen-Trockenfutter spezialisiert und erwirtschaftete damals rund 800 Millionen US-Dollar Umsatz.
Gillette
Im September 2005 übernahm P&G – nach Zustimmung der US-Kartellbehörde – das Unternehmen Gillette zu einem Transaktionswert von ca. 57 Mrd. US-Dollar. Der Kauf ist die bisher größte Übernahme der Firmengeschichte, wodurch P&G zum weltweit zweitgrößten Konsumgüterkonzern – nach dem auf Nahrungsmittel spezialisierten Nestlé-Konzern – avancierte. Der von der EU-Kartellbehörde vorgeschriebene Verkauf von Spinbrush (elektrische Zahnbürsten) an Church & Dwight wurde am 14. September 2005 bekanntgegeben. Die Marke Gillette wird bis heute weitergeführt und ist vor allem für Rasiersysteme bekannt.

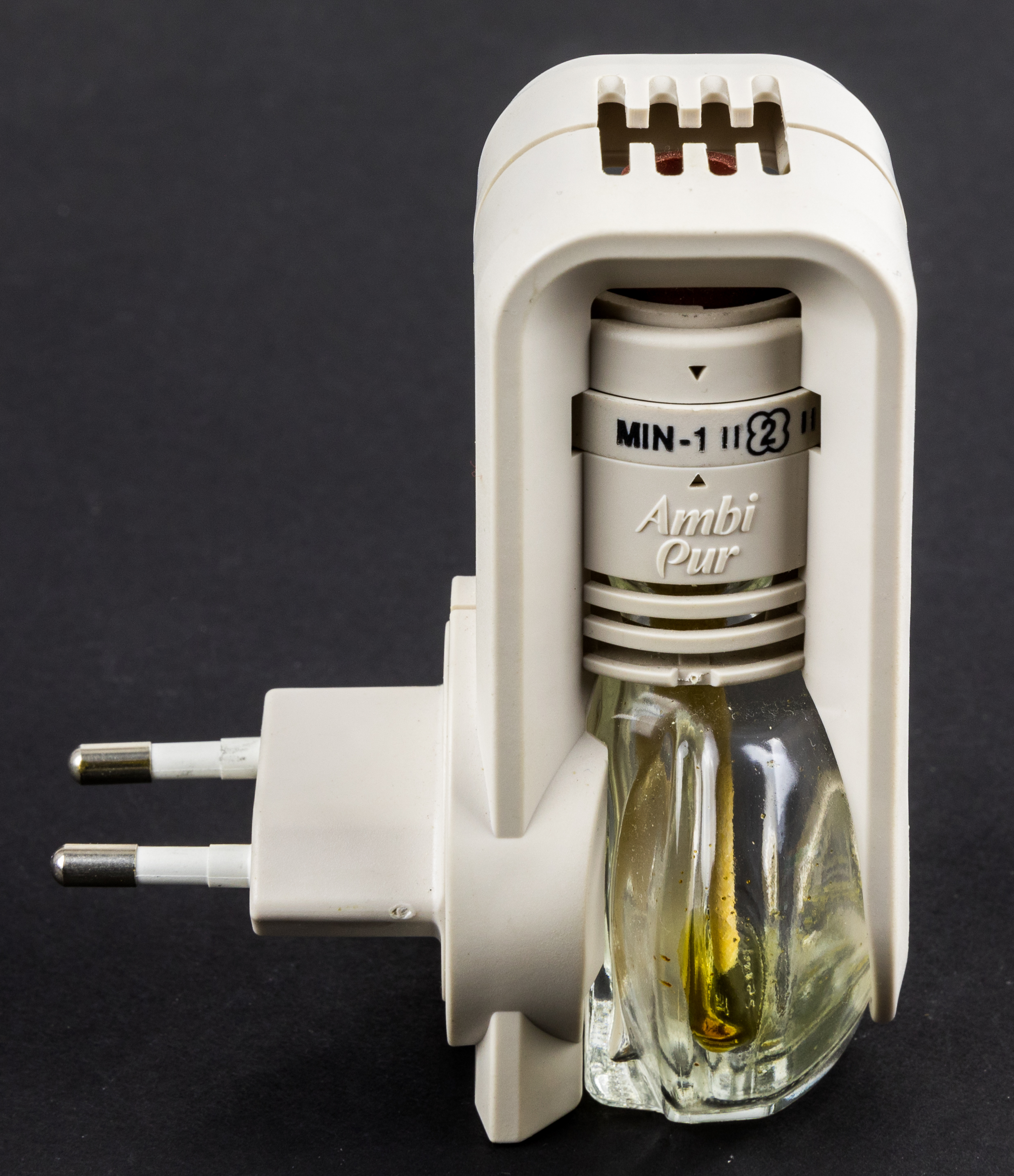
Ambi Pur
Im Juli 2010 erwarb P&G die Marke Ambi Pur von der Sara Lee Corporation für 320 Millionen Euro. Ambi Pur ist eine führende globale Marke für Lufterfrischer und wird in 80 Staaten verkauft. Außer Lufterfrischer bietet Ambi Pur noch verschiedene Toilettenreiniger und -erfrischer mit hoher Marktpräsenz in Westeuropa und Asien an.

### Transformation in ein Schönheitspflege-Unternehmen
Die Akquisitionen der letzten zwanzig Jahre zeigen, dass sich P&G zunehmend zu einem Schönheitspflege-Unternehmen entwickelt. Dies trägt dem Umstand Rechnung, dass in diesem Bereich deutlich höhere Wachstumsraten erzielt werden können als in den angestammten Geschäftsfeldern Waschmittel, Reinigungsprodukte, Windeln und Papierprodukte. Zudem wird in diesen weniger emotional besetzten Feldern die Abgrenzung der P&G-Markenartikel von Konkurrenzprodukten und Handelsmarken immer schwieriger, worunter die Margen leiden. Im Vergleich konnte nach der Akquisition von Gillette die „Beauty“-Sparte knapp die Hälfte des Umsatzes und mehr als die Hälfte des Gewinns verzeichnen.

### Rezeptfreie Arzneimittel von Merck
Im April 2018 wurde die Vereinbarung bekannt gegeben, dass P&G das Consumer-Health-Care-Geschäft mit rezeptfreien Arzneimitteln von der Merck KGaA für 3,4 Mrd. Euro übernehmen wird. Damit übernahm es unter anderem das Nasenspray Nasivin oder die Vitaminpräparate Femibion und Vigantoletten. Am 28. August 2018 wurde die Transaktion von der EU-Kommission bewilligt.

## Veräußerungen
Insbesondere durch die im Rahmen der Organisation 2005 erfolgte Fokussierung auf strategische und globale Kategorien hat P&G immer wieder Marken oder ganze Kategorien verkauft. Anfang 2008 versprach der CFO Clayton C. Daley noch mehrere Desinvestitionen, bevor neue Zukäufe folgen würden. 2015 kam es zu einem Strategiewechsel und P&G verkaufte neben den Marken Wella und Clairol insgesamt 43 Parfüm- und Kosmetikmarken für 12,5 Mrd. US-Dollar an den Parfüm- und Kosmetikkonzern Coty Inc. Dabei wird der Betrag nicht in bar bezahlt, sondern in Form von Coty Aktien, wodurch P&G Aktionäre danach 52 % der Coty Aktien halten.
Kamill, Cliff & Credo
Die ehemaligen Blendax-Marken Kamill, Cliff und Credo wurden 1998 an die deutsche Firma Burnus verkauft.
Valensina
Die Procter & Gamble GmbH, Schwalbach am Taunus, trennte sich im Oktober 1998 von ihrer Fruchtsaftmarke Dittmeyer’s Valensina, die sie an die Tochter Rolf H. Dittmeyer KG in Hamburg verkaufte. 1984 hatte P&G die Marke von der Dittmeyer-Gruppe übernommen.
Rei & Sanso
2000 wurden viele lokale Marken wieder abgestoßen, unter ihnen das Waschmittel Rei oder das Feinwaschmittel Sanso, die beide an die deutsche fit GmbH verkauft wurden.
Punica & Sunny Delight
2004 wurden die deutsche Getränke-Marke Punica und die globale Getränke-Marke Sunny Delight sowie zahlreiche Patente im Getränkebereich an den Finanzinvestor C.W. Childs verkauft. Punica wurde bereits 2005 an PepsiCo weiterverkauft.
Tempo, Bess, Bounty & Charmin
Aufgrund der geringen Margen in Westeuropa auf den Papierprodukten verkaufte P&G 2007 die regionale Taschentuch-Marke Tempo und die regionale Toilettenpapier-Marke Bess an den schwedischen Konkurrenzkonzern Svenska Cellulosa Aktiebolaget (SCA). Im Rahmen desselben Vertrages erwarb SCA auch die Herstellungs- und Vertriebslizenzen für die globalen P&G-Marken Bounty-Haushaltstücher und Charmin-Toilettenpapier in Westeuropa. Im Gegenzug musste SCA die Marke Softis veräußern, weil der EU-Wettbewerbskommissar dies zur Bedingung für die Genehmigung der Transaktion gemacht hatte. Charmin wurde im April 2009 in Deutschland von Zewa Soft samtstark und in Österreich von Zewa Moll deluxe abgelöst, damit SCA die Lizenz-Gebühren an Procter & Gamble einsparen konnte. Ebenfalls aus Lizenzkostengründen wurde im April 2009 Bounty in Deutschland durch die Zewa Wisch & Weg-Varianten Weiß, Fantasy und Economy und in Österreich und der Schweiz durch Plenty ersetzt. Der Markenname Tempo wird von SCA inzwischen auch für Toilettenpapier verwendet.
Folgers & Millstone
Am 6. April 2008 gaben Smucker’s und P&G die Absicht eines Mergers zwischen dem Unternehmen Smucker's (The J.M. Smucker Co.) und P&Gs Kaffeesparte bekannt. Die rund 3,3 Milliarden US-Dollar schwere Operation wurde Ende 2008 abgeschlossen.
Pringles
Am 5. April 2011 gab Procter & Gamble den Verkauf der Kartoffelchipsmarke Pringles für 2,4 Mrd. US-Dollar an Diamond Foods bekannt. Diamond Foods hätte einen Großteil der Zahlung von ca. 1,5 Mrd. US-Dollar in Aktien erstattet, womit Procter & Gamble mit 57 % am Unternehmen beteiligt gewesen wäre. Der Verkauf platzte allerdings Anfang 2012, als bekannt wurde, dass Diamond Foods in einen Bilanzskandal verwickelt ist. Daraufhin fand sich der Cornflakes-Hersteller Kellogg’s als Käufer, der die Marke 2012 für rund 2,7 Mrd. US-Dollar übernahm.
Duracell
Am 13. November 2014 wurde die Marke Duracell an Berkshire Hathaway veräußert.
Wella
Wella wurde 2003 für rund 6,5 Mrd. Euro zu 81 % übernommen. Per September 2005 besaß P&G 95 % der Aktien und begann mit dem Ausschluss der verbleibenden Minderheitsaktionäre. 2015 wurde Wella an Coty verkauft.
Clairol
2001 übernahm P&G für 4,95 Mrd. US-Dollar das Unternehmen Clairol, eine auf Haarpflege und -färbemittel spezialisierte Unternehmenssparte von Bristol-Myers Squibb Co, und somit u. a. die Marke Herbal Essences. Clairol wurde 2015 an Coty veräußert.
Rochas
Anfang 2015 übernahm der New Yorker Parfümhersteller Inter Parfums, Inc. – dem beispielsweise auch die Lizenzen für die Parfümsparten von Lanvin, Balmain und Karl Lagerfeld gehören – das gesamte Unternehmen Rochas inklusive aller Rochas-Marken für 108 Millionen US-Dollar von Procter & Gamble.
Ondal France S.a.r.l.
Die Mibelle Group hat von Procter & Gamble per 31. Juli 2016 den Produktionsstandort Ondal France S.a.r.l. in Sarreguemines mit sämtlichen rund 180 Mitarbeitenden übernommen.

## Marken
Markenartikel von P&G sind weit verbreitet. Die bekanntesten und intensiv beworbenen Produkte des Unternehmens sind:
| Logos (Auswahl)            |
| -------------------------- |
| Logo der Firma Braun GmbH  |
| Logo der Marke Febreze     |
| Logo der Marke Gillette    |
| Logo der Marke Oil Of Olaz |
| Logo der Marke Pampers     |

- Always (Damenhygieneprodukte)
- Alldays (Slipeinlage)
- Avril Lavigne (Parfüm)
- Ariel (Waschmittel)
- blend-a-dent (Zahnhygiene)
- blend-a-med (Zahnhygiene)
- Blendax (Zahnhygiene)
- Braun (Elektrogerät)
- Plenty (Küchenrolle)
- Charmin (Toilettenpapier, in Deutschland, Österreich und der Schweiz seit Mai 2009 Zewa Soft Samtstark bzw. Zewa Moll Deluxe)
- Crest (Zahnhygiene)
- Dash (Waschmittel)
- Fairy (bzw. Dawn) (Spülmittel)
- Febreze (Textilerfrischer)
- Femibion (Nahrungsergänzungsmittel)
- Downy (Weichspüler)
- Gain (Waschmittel)
- Gillette (Nassrasierer)
- Head & Shoulders (Haarpflege)
- Herbal Essences (Haarpflege)
- Iams (Tiernahrung)
- Lenor (Weichspüler und Waschmittel)
- Luvs (Windeln)
- Meister Proper (Waschmittel, Haushaltsreiniger)
- Oil of Olaz (Kosmetik)
- Oral-B (Zahnhygiene)
- Pampers (Windeln und Feuchttücher), in Spanien und Portugal Dodot
- Pantene (Haarpflege)
- Puma (Parfüm)
- Swiffer (Bodenreinigungssystem, Staubwedel)
- Tampax (Tampons)
- Tide (Waschmittel)
- Venus (Damenrasierer)
- Vicks bzw. Wick (Erkältungsprodukte)

Die folgenden Marken wurden 2015 an Coty Inc. verkauft:
- CoverGirl (Parfüm & Cosmetics)
- Dolce & Gabbana (Parfüm & Cosmetics)
- Hugo Boss (Parfüm & Cosmetics)
- Gucci (Parfüm & Cosmetics)
- Wella (Haarpflege)
- Bruno Banani (Parfüm)
- Lacoste (Parfüm & Cosmetics)
- Max Factor (Kosmetik)
- Christina Aguilera (Parfüm & Cosmetics)
- Escada
- Gabriela Sabatini (Parfüm & Cosmetics)
- James Bond 007 (Parfüm & Cosmetics)
- Mexx (Parfüm)
- Stella McCartney
- Alexander McQueen

## Organisation
Die Basis der Unternehmensstruktur von P&G bilden folgende Organisationseinheiten:
- GBU (Global Business Unit) – Verantwortlich für die Entwicklung neuer Produkte und langfristige Markenstrategien. Fokussiert auf die Maximierung der Aktienrendite.
- MDO (Market Development Organisation) – Umsetzung der GBU-Strategien mittels lokalen Marktverständnisses.
- GBS (Global Business Service) – Service-Funktionen, wie Systembetreuung oder Buchhaltung. Zum Teil an Drittfirmen, wie IBM oder HP ausgelagert.
- CF (Corporate Function) – Funktionen wie Steuer- oder Rechtsabteilung.

Das Unternehmen besteht aus folgenden Divisionen:
- Beauty GBU (Schönheitspflege, Parfümprodukte)
- Health and Well-Being GBU (Gesundheitspflege, Hygieneprodukte, Snacks)
- Household Care GBU (Textil- und Haushaltspflege, Babypflege)
- Global Operations (MDOs, GBS und andere Funktionen)

## Kritik

### Tierversuche
Anfang der 1980er-Jahre übte der New Yorker Tierrechtsaktivist Henry Spira öffentlichen Druck auf Procter & Gamble wegen dessen Tierversuchspraxis aus. Er erreichte ein Zugeständnis des Konzerns, dass man eine aktivere Rolle übernehmen werde, um die Zahl der verwendeten Versuchstiere und die Schwere ihres Leidens zu verringern, etwa beim LD50-Test. 1983 gab Procter & Gamble in seiner Hauszeitschrift die Abschaffung aller Tierversuche bei toxikologischen Produktprüfungen als erklärtes Ziel aus. Von 1984 bis Ende der 1990er-Jahre verringerte der Konzern seine Tierversuchszahlen bei der Sicherheitsprüfung von Verbrauchsgütern um 85 Prozent.
Von 1996 bis 1997 dokumentierte die PETA-Aktivistin Michelle Rokke die Missstände in einem Tierversuchslabor von Huntingdon Life Sciences in Millstone (New Jersey), das u. a. im Auftrag von Procter & Gamble Giftigkeitstests an Affen durchführte. Procter & Gamble beendete daraufhin die Zusammenarbeit mit dem Labor. 2002 wurden Tierexperimente angeprangert, die das Unternehmen 2002 für seine Tierfuttersparte habe durchführen lassen. In diesen sollen u. a. Hunden die Stimmbänder durchtrennt worden sein.

### Umwelt
Für die Herstellung der Hygieneartikel wie Tempo-Taschentüchern oder Charmin-Toilettenpapier – beides 2007 veräußert an SCA – hatte Procter & Gamble mit dem brasilianischen Hersteller Aracruz zusammengearbeitet, der wegen der gewaltsamen Vertreibung von indigenen Einwohnern sowie der großflächigen Regenwald-Rodung in der Kritik steht. Auf Druck von vor allem Umweltschutzorganisationen wie Robin Wood wurde die Zusammenarbeit mit Aracruz eingestellt.
Zudem wird nach wie vor in vielen Produkten Mikroplastik verwendet.

### Qualität
Der Konzern steht außerdem in der Kritik, weil die bei Pampers-Windeln seit März 2010 in den USA eingesetzte Dry Max-Technologie für dünnere Windeln bei Babys angeblich Ausschläge und Verätzungen auslöst. Einige Eltern in den USA hatten geklagt. P&G wies die Behauptungen als falsch zurück.

### Wettbewerb
Im April 2011 wurde Procter & Gamble von der Europäischen Kommission zu einer Geldstrafe von 211,2 Millionen Euro verurteilt. Grund ist die Errichtung eines Kartells zu Preisabsprachen bei Vollwaschmitteln von 2002 bis 2005. Mit am Kartell beteiligt waren Unilever und Henkel. Während Unilever 104 Millionen Euro zahlen musste, wurde Henkel als Melder des Kartells von der Strafe befreit.

### Kontroversen um Werbevideo
In einem Werbespot im Januar 2019 der Marke Gillette wurde sogenannte toxische Männlichkeit angeprangert. Hierauf äußerten Kunden Kritik an dem Video für eine undifferenzierte Sicht auf männliches Verhalten. Es gab Aufrufe zum Boykott der Produkte, teils wurde es als „feministische Propaganda“ bezeichnet. Unter den prominenten Kritikern befand sich der britische Fernsehmoderator Piers Morgan. Das Video zeigt Verhalten wie Umschreiben von Gesagtem in einem Geschäftsmeeting oder Hinterhergucken und Ansprechen von Personen des anderen Geschlechts. Währenddessen spricht ein Sprecher über Vergewaltigungskultur, Sexismus und Mobbing und ruft dazu auf, dass Männer sich bessern müssen. Neben der Kritik der Übertreibung und einer undifferenzierten Sichtweise wird der Spot dafür kritisiert, dass es weder werbetechnisch noch politisch ein sinnvolles Video wäre.